# Offendorf
Offendorf (Offedorf in alsaziano) è un comune francese di 2 506 abitanti situato nel dipartimento del Basso Reno nella regione del Grand Est. Si trova lungo il corso del fiume Reno,sul confine con la Germania e a 32 chilometri a nord di Strasburgo.

## Società

### Evoluzione demografica
Abitanti censiti